# Дакар
Дака́р (фр. Ville de Dakar, волоф. Ndakaaru) — столиця Сенегалу, важливий транспортний і торгово-фінансовий центр Західної Африки, найбільший в країні промисловий й університетський центр. Це морський порт, розташований на крайній західній точці Африки — на Зеленому Мисі. Порт обладнаний сучасними завантажувальними кранами і вважається найкращим у всій Західній Африці. Це обумовлено і його важливим стратегічним положенням — на шляху між Європою і Південною Африкою, Європою і Південною Америкою. Також місто є найбільшим авто- і залізничним вузлом Сенегалу. Населення Дакара — 1 030 594.
Місто було засновано в 1857 році як французький форт, а з 1904 по 1960 рік Дакар був адміністративним центром Французької Західної Африки.

## Клімат
Місто знаходиться у зоні напівпустельного клімату. Найтепліший місяць — серпень з середньою температурою 27.8 °C (82 °F). Найхолодніший місяць — січень, з середньою температурою 21.1 °С (70 °F).
| Клімат Дакара                    | Клімат Дакара | Клімат Дакара | Клімат Дакара | Клімат Дакара | Клімат Дакара | Клімат Дакара | Клімат Дакара | Клімат Дакара | Клімат Дакара | Клімат Дакара | Клімат Дакара | Клімат Дакара | Клімат Дакара |
| Показник                         | Січ.          | Лют.          | Бер.          | Квіт.         | Трав.         | Черв.         | Лип.          | Серп.         | Вер.          | Жовт.         | Лист.         | Груд.         | Рік           |
| Абсолютний максимум, °C          | 35            | 37            | 37            | 33            | 36            | 32            | 37            | 37            | 36            | 37            | 38            | 37            | 38            |
| Середній максимум, °C            | 23            | 23            | 23            | 23            | 25            | 27            | 28            | 29            | 30            | 30            | 28            | 28            | 26            |
| Середня температура, °C          | 21            | 21            | 21            | 21            | 22            | 25            | 27            | 27            | 27            | 27            | 26            | 23            | 24            |
| Середній мінімум, °C             | 18            | 17            | 18            | 18            | 20            | 23            | 25            | 25            | 25            | 25            | 22            | 20            | 21            |
| Абсолютний мінімум, °C           | 12            | 11            | 12            | 15            | 17            | 17            | 20            | 20            | 17            | 18            | 17            | 15            | 11            |
| Температура води, °C             | 22,7          | 20,6          | 19,9          | 20,7          | 22,7          | 26,3          | 27,6          | 28,4          | 28,7          | 28,5          | 27            | 24,7          | 24,8          |
| Норма опадів, мм                 | 10            | 10            | 10            | 10            | 10            | 20            | 50            | 150           | 150           | 20            | 10            | 10            | 460           |
| Вологість повітря, %             | 70            | 75            | 80            | 85            | 85            | 85            | 85            | 85            | 90            | 85            | 75            | 70            | 80.8          |
| -------------------------------- | ------------- | ------------- | ------------- | ------------- | ------------- | ------------- | ------------- | ------------- | ------------- | ------------- | ------------- | ------------- | ------------- |
| Джерело: Температура води, Решта |               |               |               |               |               |               |               |               |               |               |               |               |               |

## Індустрія
Дакар перетворився в найважливіший рибний порт і центр з переробки риби (головним чином тунця). Тут також розміщаються текстильні і харчові підприємства (броварні, пекарні, цукроварні, виробництво арахісової олії), суднобудівні, миловарні, автоскладальні підприємства. Є міжнародний аеропорт.
Біля морського порту розташований найстаріший у місті діловий квартал, до якого із заходу примикають торговельні вулиці з безліччю майстерень і крамниць місцевих ремісників. На узбережжя розкинувся фешенебельний квартал Фанн із резиденціями посольств, віллами й комфортабельними готелями. Дакар відомий і тим, що тут закінчується маршрут знаменитого міжнародного авторалі «Париж — Дакар».

## Наука та культура
У місті розташовані художній музей і великий медичний центр. На базі Університету Шейха Анти Діопа працює Інститут вивчення Чорної Африки.
У Дакарі знаходиться найвища скульптура Африки — Монумент африканського відродження.

## Транспорт

### Автобус
Оператори:
- Dakar Dem Dikk[en][7]
- Tata28[8]

### Залізничний
- Регіональний експрес курсує з 27 грудня 2021 року між станцією Дакар і Діамніадіо, будується розширення до аеропорту.[9]

### Автостради
- Автошлях N1 [en]
- Автошлях N2 [en]

### Аеропорти
- Дакар-Діас
- Дакар

### Порт
- Порт Дакар[en]

## Визначні місця
- Музей африканського мистецтва імені Теодора Моно[en] — один із найстаріших музеїв мистецтва в Західній Африці.
- Дакарська соборна мечеть[en] — одна з найголовніших мечетей Сенегалу.
- Монумент африканського відродження — найвища статуя в Африці.
- Колобан — найбільший гуртовий ринок одягу та взуття.

## Уродженці Дакара
- Амаду-Махтар М'Боу (1921) — сенегальський політик та діяч освіти, генеральний директор ЮНЕСКО (1974—1987).
- Маріама Ба (1929—1981) — сенегальська письменниця.
- Дідьє Рауль (1952) — французький лікар-інфекціоніст та мікробіолог.
- Сілла, Хаді (1963—2013) — сенегальська письменниця.
- Патрік Вієйра (1976) — колишній французький футболіст, чемпіон світу 1998 року і чемпіон Європи 2000 року у складі збірної Франції з футболу.
- Патріс Евра (1981) — французький футболіст, захисник французького «Марселя» і національної збірної Франції.
- Папісс Сіссе (1985) — сенегальський футболіст, нападник китайського клубу «Шаньдун Лунен» і національної збірної Сенегалу.

## Галерея

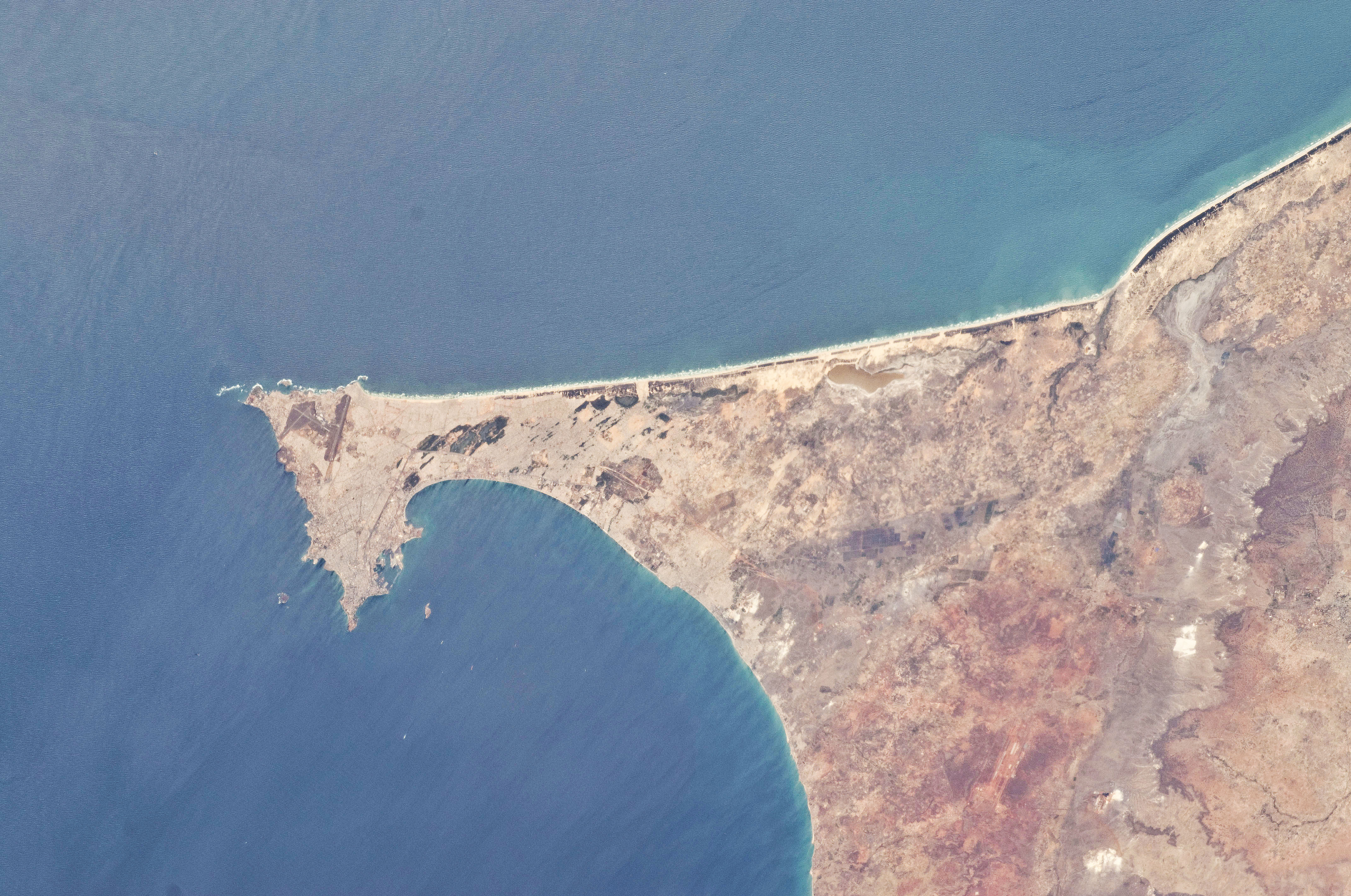
Дакар з космосу
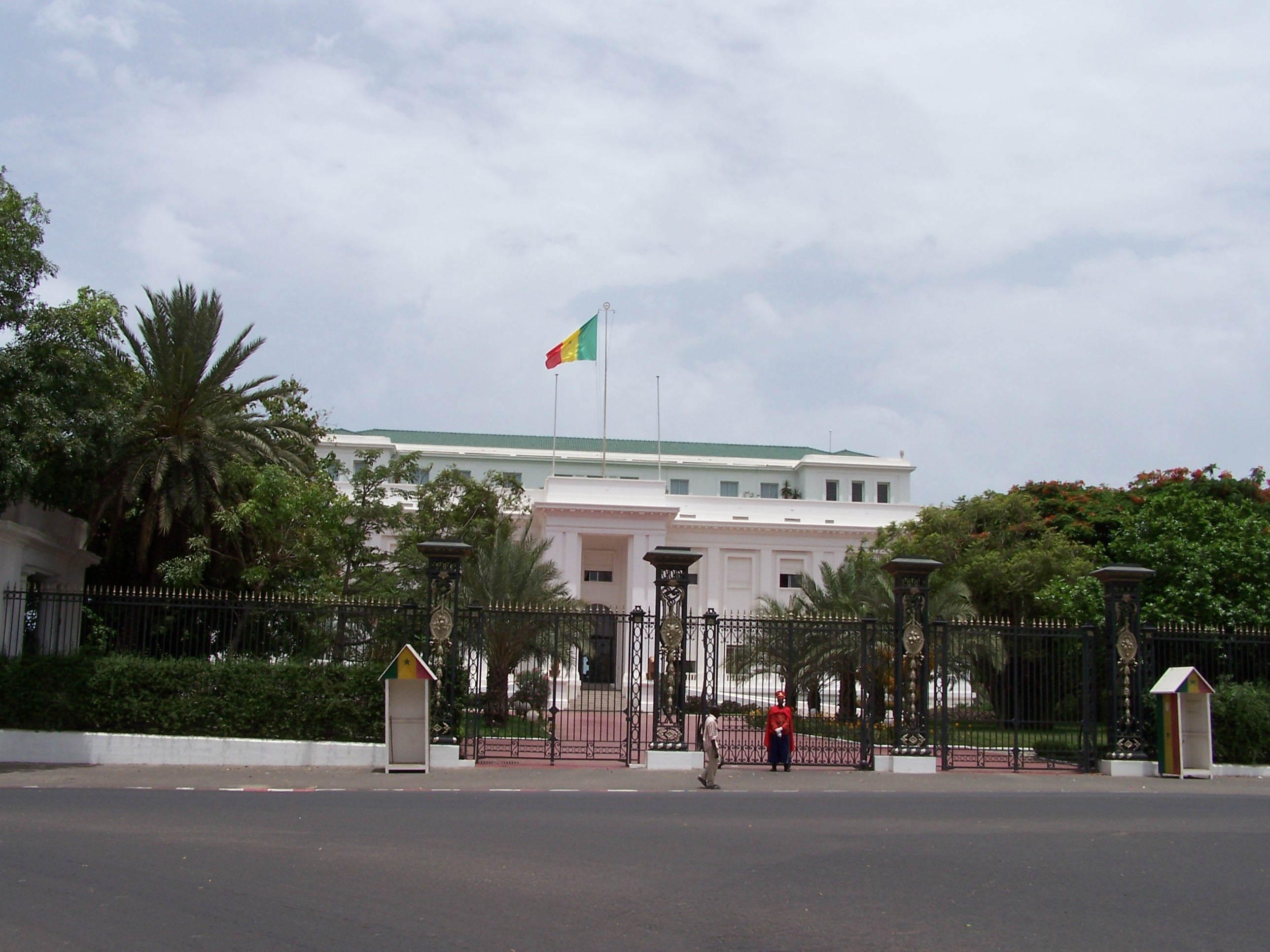
Президентський палац
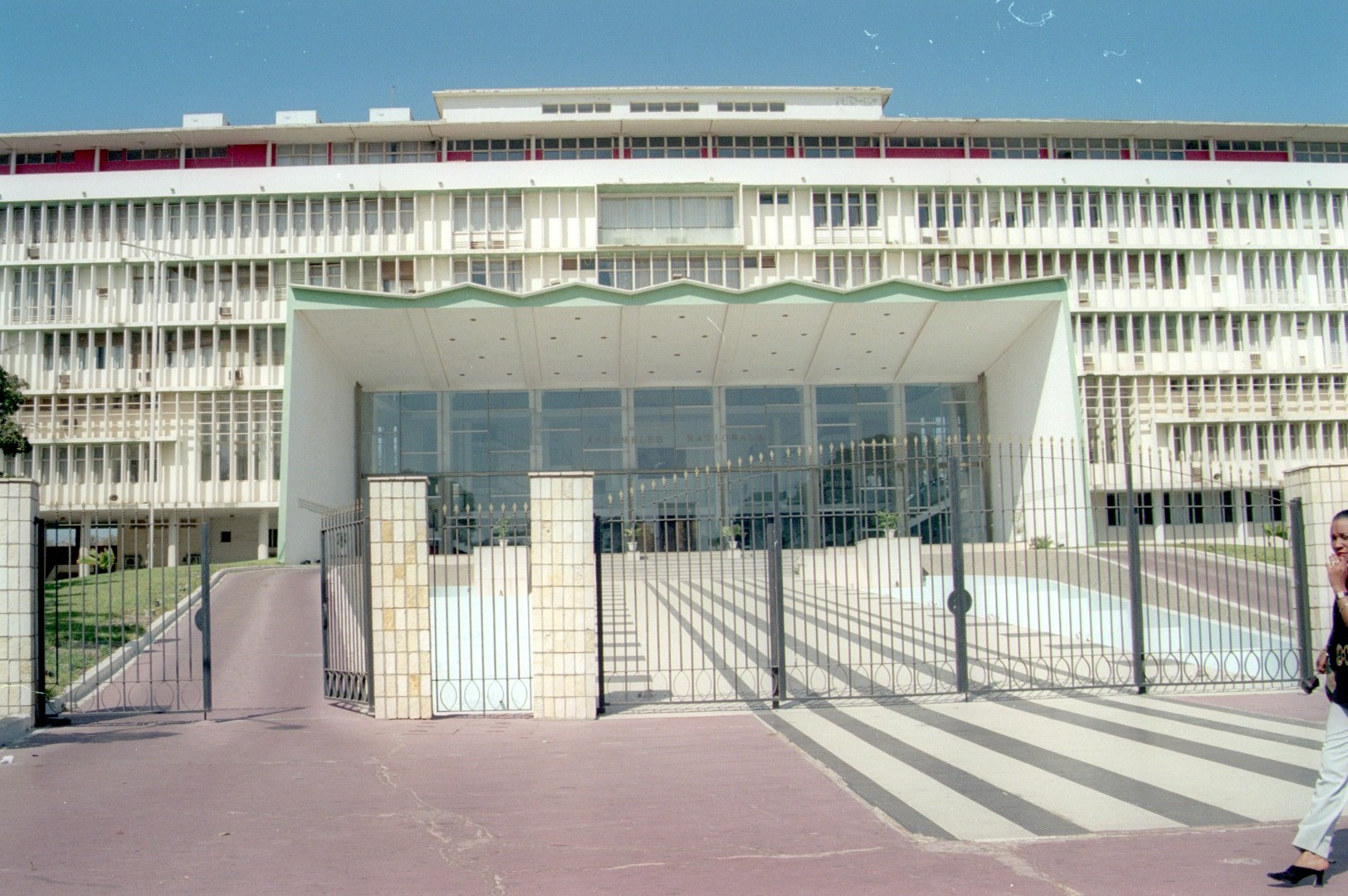
Будівля Національних зборів Сенегалу
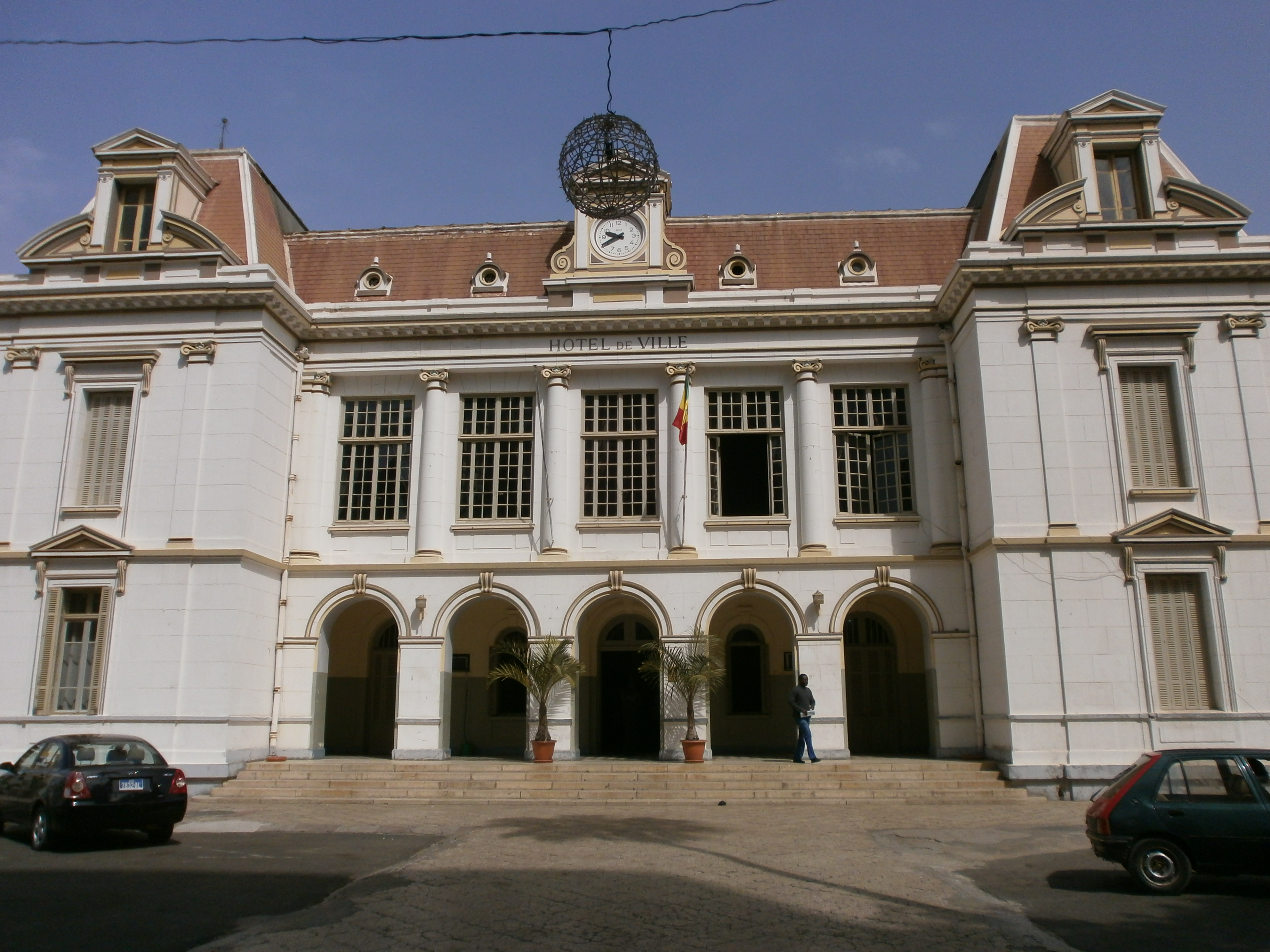
Ратуша
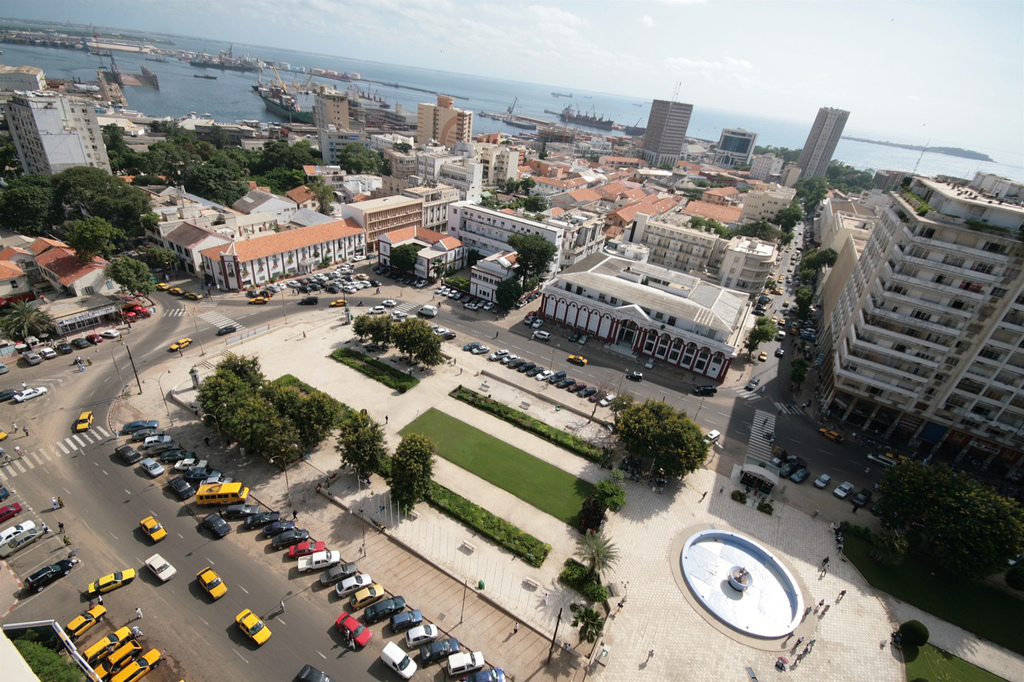
Площа Незалежності
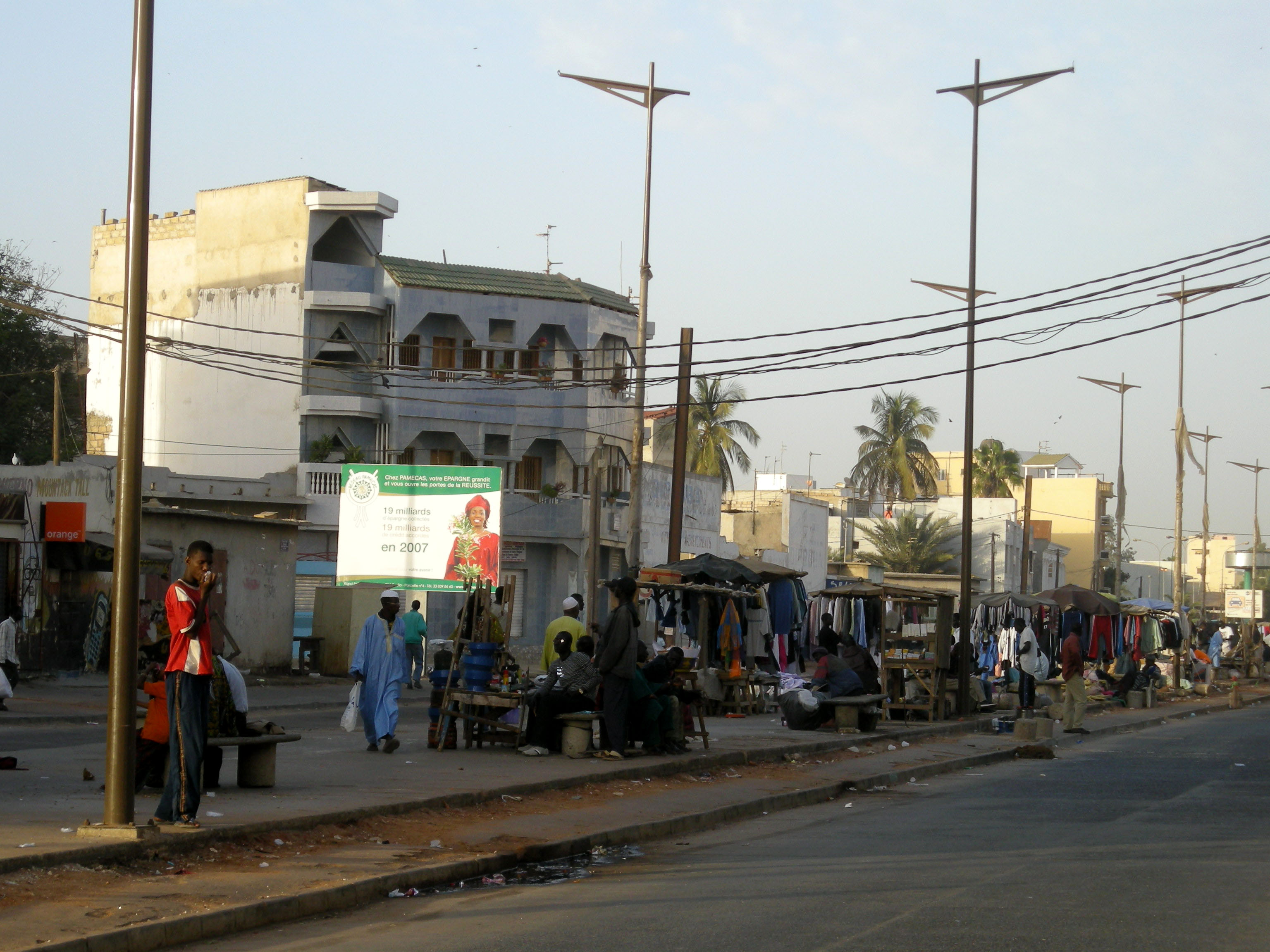
Одна з вулиць Дакара
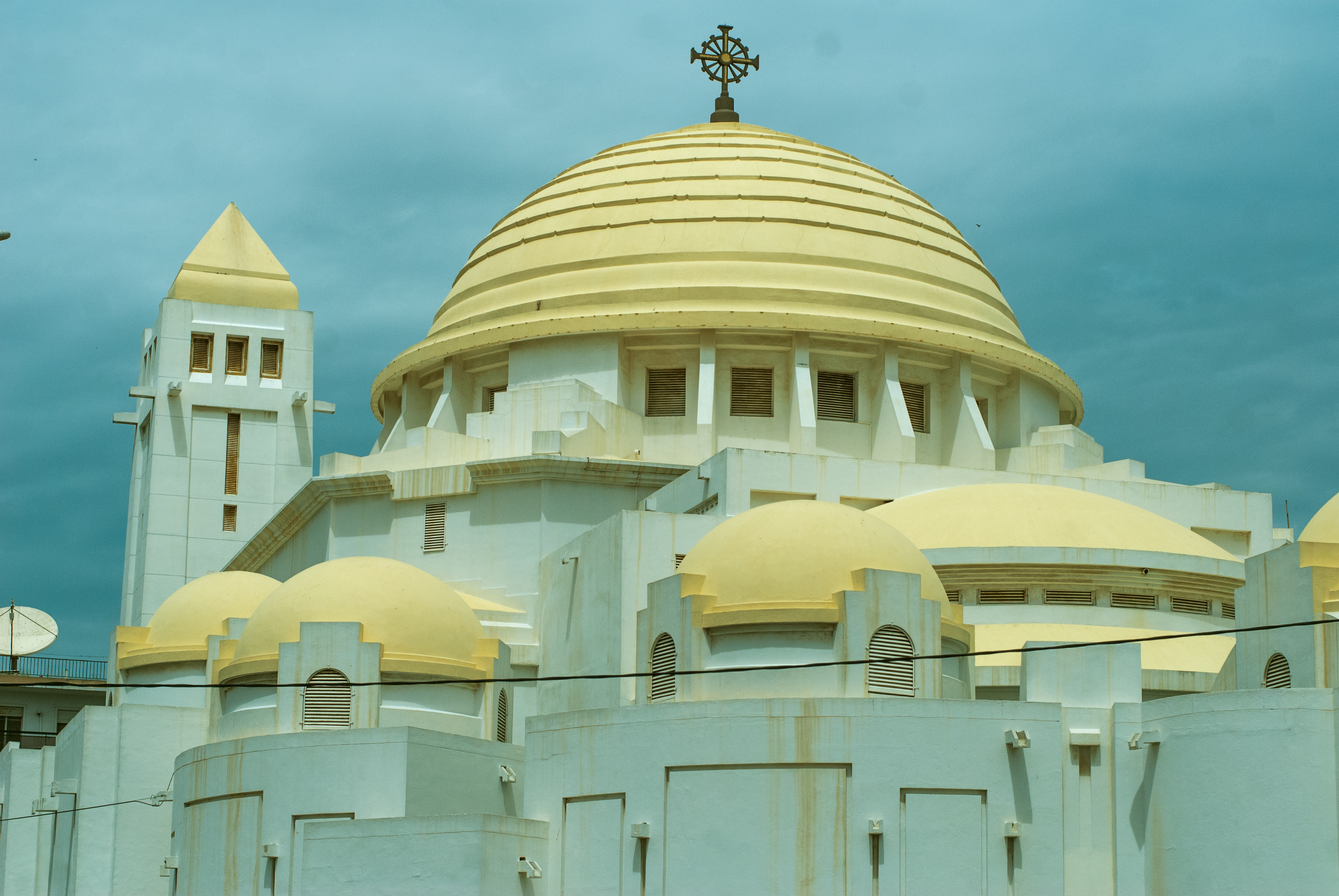
Дакарський собор
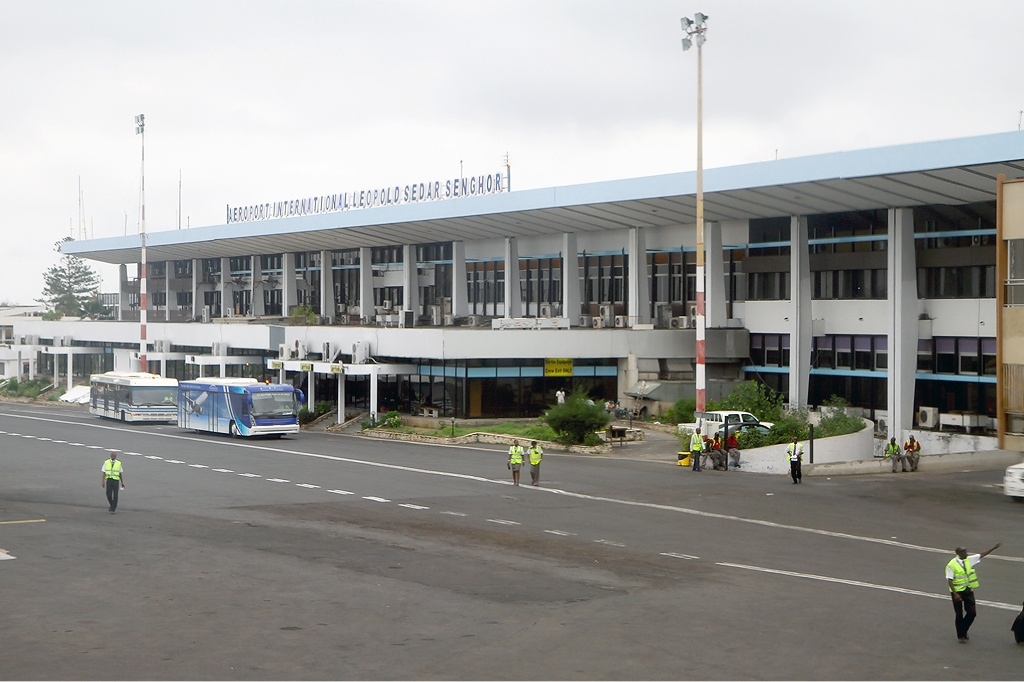
Дакарський аеропорт
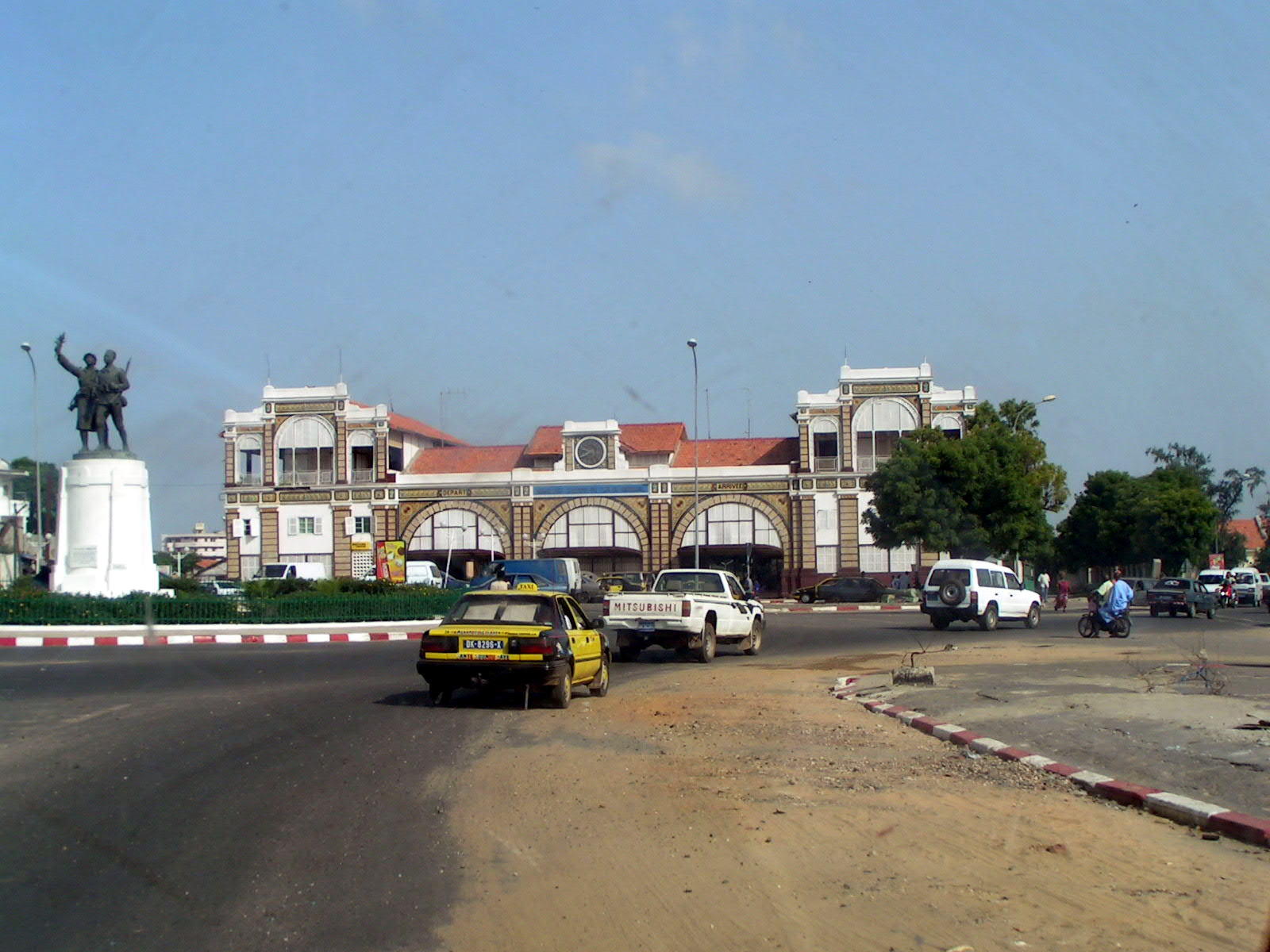
Залізничний вокзал
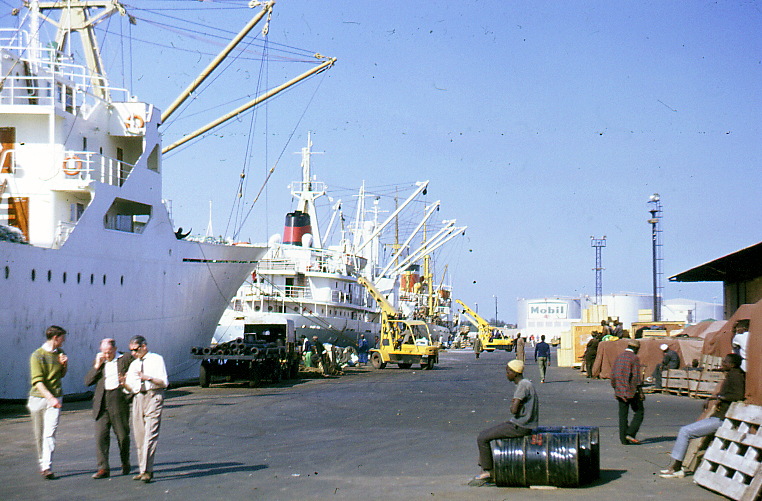
Порт

## Міста-побратими
- Анн-Арбор, Мічиган, США
- Баку, Азербайджан
- Вашингтон, Округ Колумбія, США (1980)
- Дуала, Камерун
- Марсель, Франція